# European Cup 10000m
De European Cup 10000m (Nederlands: Europacup 10000 m) is een jaarlijks Europees atletiekkampioenschap, dat wordt georganiseerd door de European Athletic Association (EAA). De hardloopwedstrijd wordt sinds 2009 in juni gehouden, de jaren ervoor in april. De wedstrijd wordt sinds 1997 georganiseerd en wisselt jaarlijks van locatie. De wedstrijd heette tot en met 2004 European 10000m Challenge. De oorsprong van de European Cup komt van de Iberische kampioenschappen 10.000 m, die van 1991 tot 1996 werden georganiseerd en de Europese Cup, die sinds 1996 niet meer de 10.000 m omvat.
Bij de European Cup wordt er in landenteams gestreden. De beste drie atleten per land tellen mee voor de landenrangschikking. Er zijn twee categorieën, mannen en vrouwen. Het is landen ook toegestaan individuele atleten uit te zenden, die niet strijden voor het landenklassement.

## Edities
Tot nu toe vonden acht van de zestien edities plaats op het Iberisch Schiereiland, waarvan vijf in de eerste vijf jaren van de European Cup.
|    | Jaar | Stad          | Land        | Datum    |
| -- | ---- | ------------- | ----------- | -------- |
| 1  | 1997 | Barakaldo     | Spanje      | 5 april  |
| 2  | 1998 | Lissabon      | Portugal    | 4 april  |
| 3  | 1999 | Barakaldo     | Spanje      | 10 april |
| 4  | 2000 | Lissabon      | Portugal    | 1 april  |
| 5  | 2001 | Barakaldo     | Spanje      | 7 april  |
| 6  | 2002 | Camaiore      | Italië      | 6 april  |
| 7  | 2003 | Athene        | Griekenland | 12 april |
| 8  | 2004 | Maribor       | Slovenië    | 3 april  |
| 9  | 2005 | Barakaldo     | Spanje      | 2 april  |
| 10 | 2006 | Antalya       | Turkije     | 15 april |
| 11 | 2007 | Ferrara       | Italië      | 7 april  |
| 12 | 2008 | Istanboel     | Turkije     | 12 april |
| 13 | 2009 | Ribeira Brava | Portugal    | 6 juni   |
| 14 | 2010 | Marseille     | Frankrijk   | 5 juni   |
| 15 | 2011 | Oslo          | Noorwegen   | 4 juni   |
| 16 | 2012 | Bilbao        | Spanje      | 3 juni   |
| 17 | 2013 | Pravets       | Bulgarije   |          |

## Winnaars
Qua overwinningen zijn Spanje en Portugal heersend; bij de mannen hebben ze in totaal acht keer de winnaar uitgezonden (waarvan zeven keer een Spanjaard) en bij de vrouwen zeven keer (waarvan vier keer een Portugese). In de teamklassementen komt dit nog duidelijker terug. Ze wonnen bij de mannen in totaal twaalf van de zestien klassementen en bij de vrouwen elf keer.
| Jaar | Mannen                 | Mannen      | Mannen    | Vrouwen             | Vrouwen     | Vrouwen             |
| Jaar | Individueel            | Individueel | Team      | Individueel         | Individueel | Team                |
| ---- | ---------------------- | ----------- | --------- | ------------------- | ----------- | ------------------- |
| 1997 | Dieter Baumann         | GER         | Portugal  | Julia Vaquero       | ESP         | Portugal            |
| 1998 | Fabián Roncero         | ESP         | Portugal  | Fernanda Ribeiro    | POR         | Portugal            |
| 1999 | Alberto García         | ESP         | Spanje    | Paula Radcliffe     | GBR         | Portugal            |
| 2000 | Enrique Molina         | ESP         | Spanje    | Fatima Yvelain      | FRA         | Portugal            |
| 2001 | José Ríos              | ESP         | Spanje    | Paula Radcliffe     | GBR         | Spanje              |
| 2002 | Dieter Baumann         | GER         | Italië    | Mihaela Botezan     | ROU         | Portugal            |
| 2003 | Ismaïl Sghyr           | FRA         | Portugal  | Fernanda Ribeiro    | POR         | Portugal            |
| 2004 | José Manuel Martínez   | ESP         | Spanje    | Margaret Maury      | FRA         | Frankrijk           |
| 2005 | Juan Carlos de la Ossa | ESP         | Spanje    | Sabrina Mockenhaupt | GER         | Portugal            |
| 2006 | Mokhtar Benhari        | FRA         | Frankrijk | Elvan Abeylegesse   | TUR         | België              |
| 2007 | André Pollmächer       | GER         | Spanje    | Elvan Abeylegesse   | TUR         | Spanje              |
| 2008 | Selim Bayrak           | TUR         | Rusland   | Elvan Abeylegesse   | TUR         | Wit-Rusland         |
| 2009 | José Manuel Martínez   | ESP         | Portugal  | Inês Monteiro       | POR         | Portugal            |
| 2010 | Mo Farah               | GBR         | Frankrijk | Inês Monteiro       | POR         | Portugal            |
| 2011 | Youssef El Kalai       | POR         | Spanje    | Sara Moreira        | POR         | Italië              |
| 2012 | Polat Kemboi Arikan    | TUR         | Spanje    | Sara Moreira        | POR         | Verenigd Koninkrijk |